# Ljutovnica
Ljutovnica (Servisch cyrillisch Љутовница) is een plaats in de Servische gemeente Gornji Milanovac. De plaats telt 190 inwoners (2002).